# El Puig de Baga
El Puig de Baga és una masia al terme municipal de Gisclareny (el Berguedà) documentada ja en època medieval, se la relacionava amb l'església romànica de Sant Martí del Puig, de la qual dista a penes un centenar de metres. La masia formava part dels dominis jurisdiccionals dels barons de Pinós des del segle xii i els seus estadants, n'eren vassalls. A finals del s. XVII o començaments del s. XVIII es bastí el gran casal, abandonat després de la Guerra Civil (1936- 1939).
Es tracta d'una masia de grans dimensions d'estructura clàssica. Té una planta quadrada, organitzada en planta baixa i tres pisos superiors i coberta a quatre aigües amb teula àrab o els careners paral·lels a la façana de ponent. Les obertures, petites finestres quadrades amb llindes de fusta, es reparteixen pels murs de llevant, migdia i ponent a l'altura del primer pis, distribuïdes de manera arbitrària. La porta és un arc de mig punt adovellat. El parament és de petites pedres sense treballar unides amb morter deixat a la vista.